# Johannes Kepler ATV
A Johannes Kepler (Automated Transfer Vehicle 002, ATV-002), az Európai Űrügynökség második, immár sorozatgyártásban készített teherűrhajója.
Nevét a híres német csillagászról, Johannes Keplerről kapta.

## Repülés
A Johannes Kepler űrhajót 2011. február 16-án indították a Guyana Űrközpontból a kitűzött időponthoz képest egy nap késéssel. Egy hét önálló repülés után 2011. február 24-én automatikusan dokkolt a Nemzetközi Űrállomás Zvezda moduljához. A megközelítés és a dokkolás autonóm módon ment végbe a Johannes Kepler saját számítógépeinek segítségével. Bár az ATV és a Nemzetközi Űrállomás (ISS) sebessége egyaránt óránkénti 28 ezer kilométer, a megközelítés utolsó szakaszán a relatív sebesség másodpercenként 7 centiméter alatt maradt, a pontosság néhány centiméteres tartományban mozgott.
A Johannes Kepler az ESA által valaha az űrbe juttatott eddigi legnehezebb rakomány, a maga több mint 20 tonnájával.
Miután sikeresen teljesítette küldetése fő feladatait, a Csendes-óceánba irányították az űrhajót, ahol megsemmisült. A fedélzeten volt egy Reentry Breakup Recorder (REBR) nevű berendezés, mely feketedoboz módjára rögzítette a megsemmisülés folyamatát. A mérnökök azt remélték, hogy a megszerzett információkat felhasználhatják az Advanced Reentry Vehicle (ARV) tervezéséhez, amely a tervek szerint képes lesz körülbelül 1500 kg anyagot biztonságban a Földre juttatni. Első próbálkozásra ez nem sikerült, az eszköz nem küldött vissza semmilyen használható információt a kutatással kapcsolatban, de az ATV-003-mal újra próbálkoznak. Az ATV-002 megsemmisülését rögzítették légi felderítéssel, ahogyan azt korábban elődjével, a Jules Vernével tették.

## A rakomány
A küldetés keretein belül 7085 kg rakományt juttatott el az űrállomásra.
| Rakomány                                      | Tömeg   | Összesen |
| --------------------------------------------- | ------- | -------- |
| Hajtóanyag az űrállomás pályájának emeléséhez | 4535 kg |          |
| Hajtóanyag a Zvezda modulnak                  | 851 kg  |          |
| Oxigén                                        | 100 kg  |          |
| Víz                                           | 0 kg    | 5486 kg  |
| Száraz rakomány                               | 1170 kg |          |
| Később berakodott rakomány                    | 429 kg  | 1599 kg  |
|                                               |         | 7085 kg  |

A Johannes Kepler nem szállított vizet az állomásra, mivel elégséges volt a készletük.

## Képgaléria

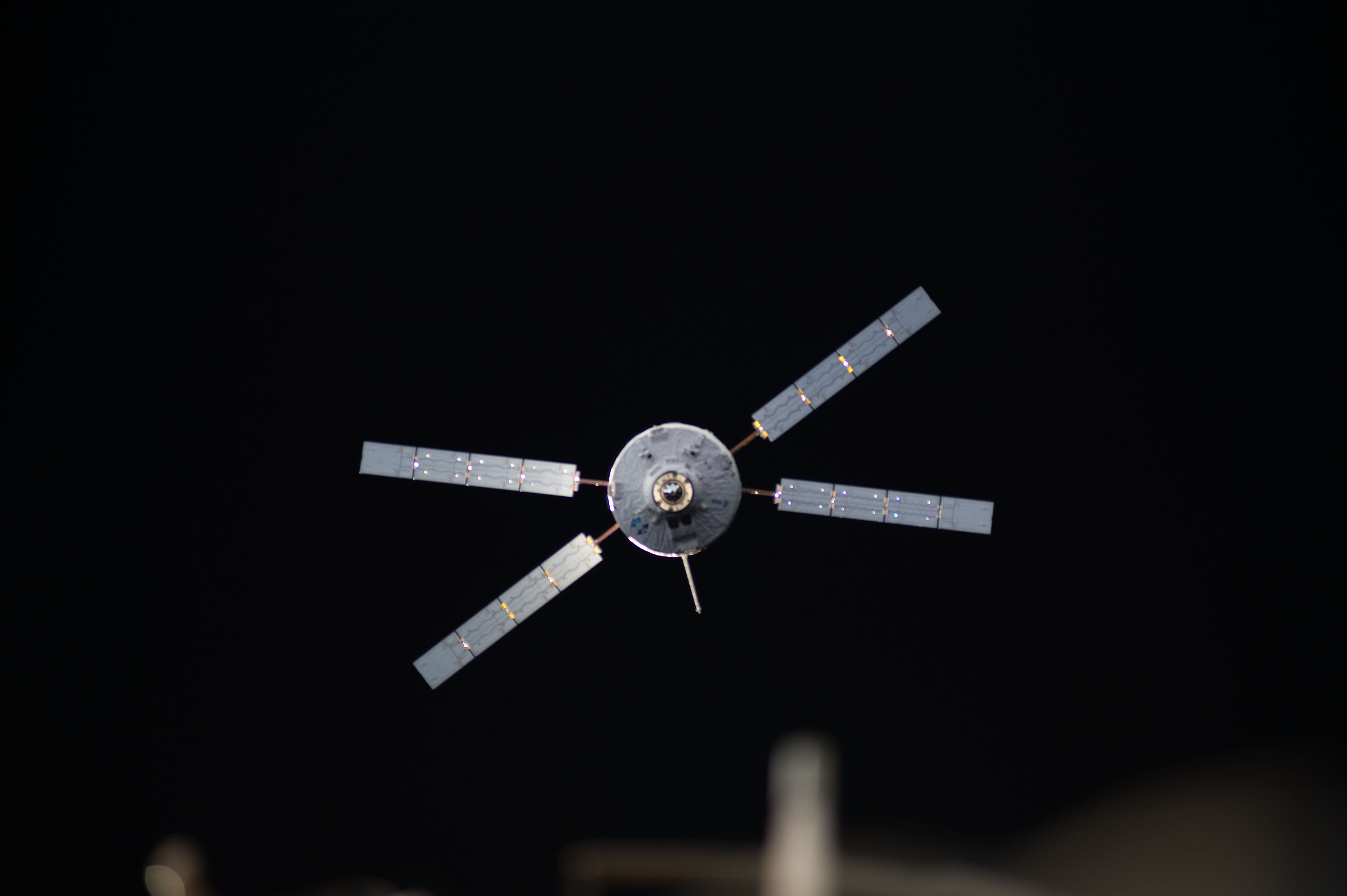
Közeledik a Johannes Kepler.
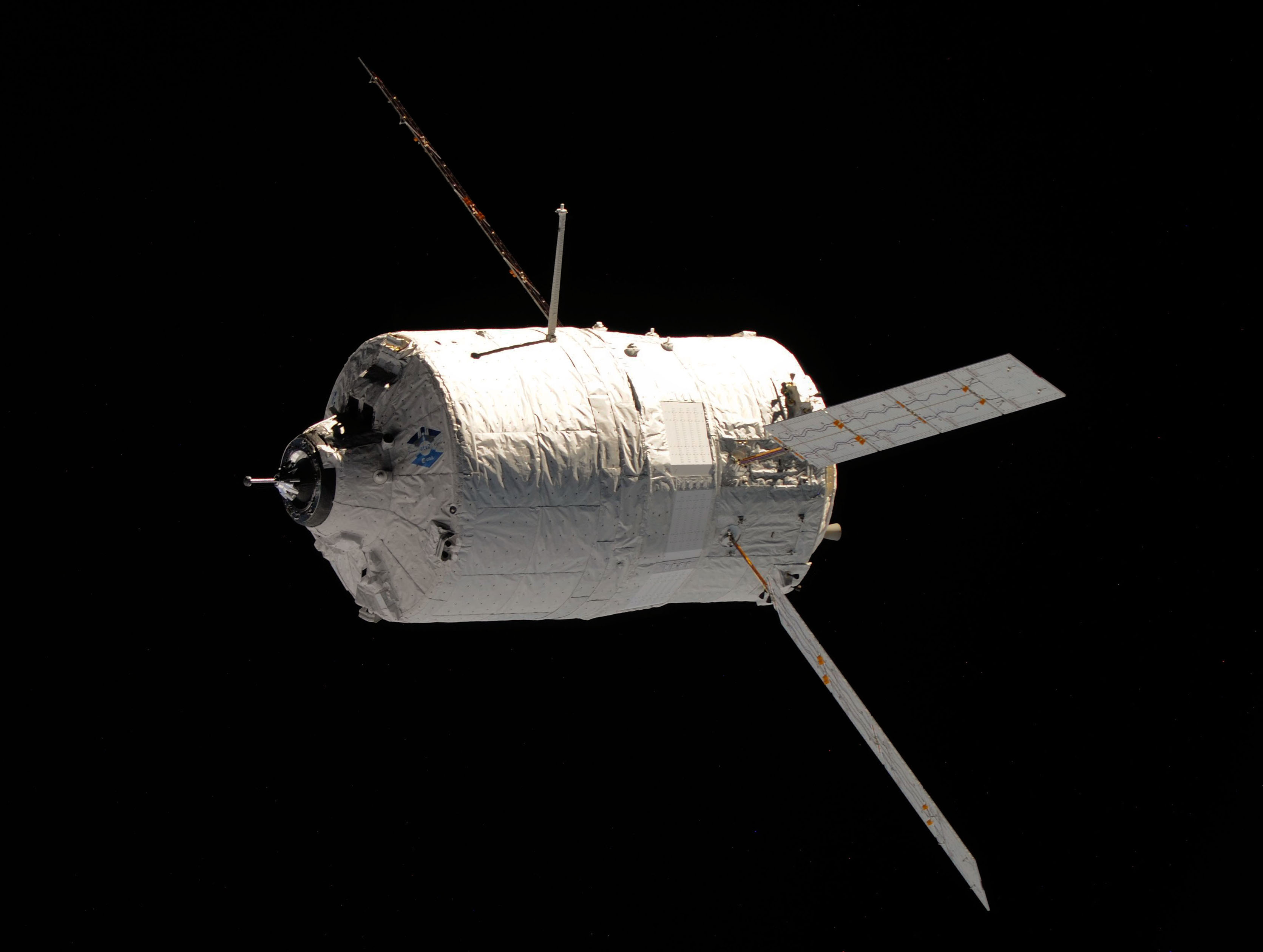
A Johannes Kepler ATV a Nemzetközi Űrállomásról nézve a még a dokkolás megkezdése előtt
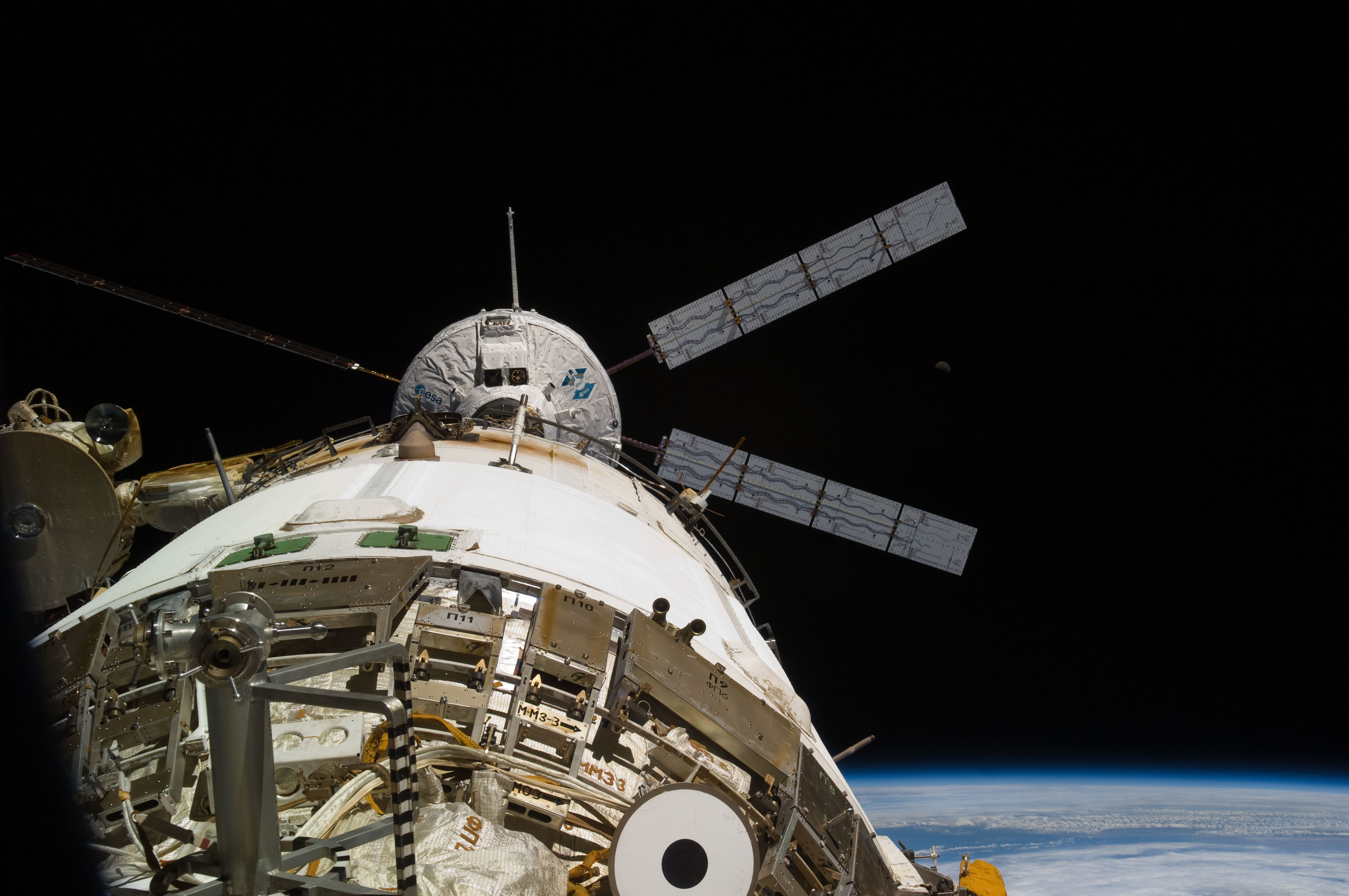
A Johannes Kepler közvetlenül a csatlakozás előtt a Zvezda modulról nézve, háttérben a Hold látható
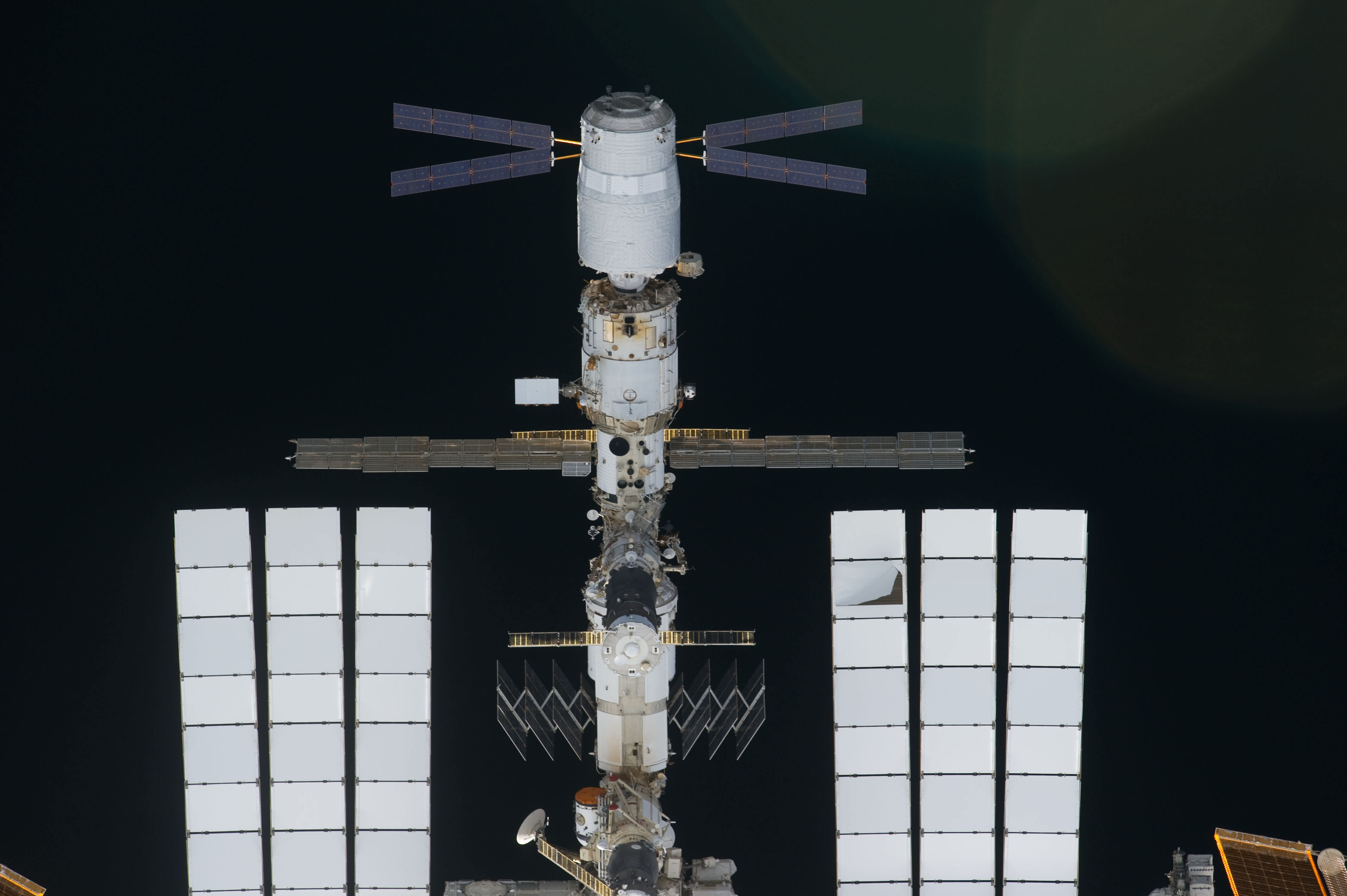
A Johannes Kepler ATV a Nemzetközi Űrállomáshoz csatlakozva, a Discovery űrrepülőgép érkezésekor.
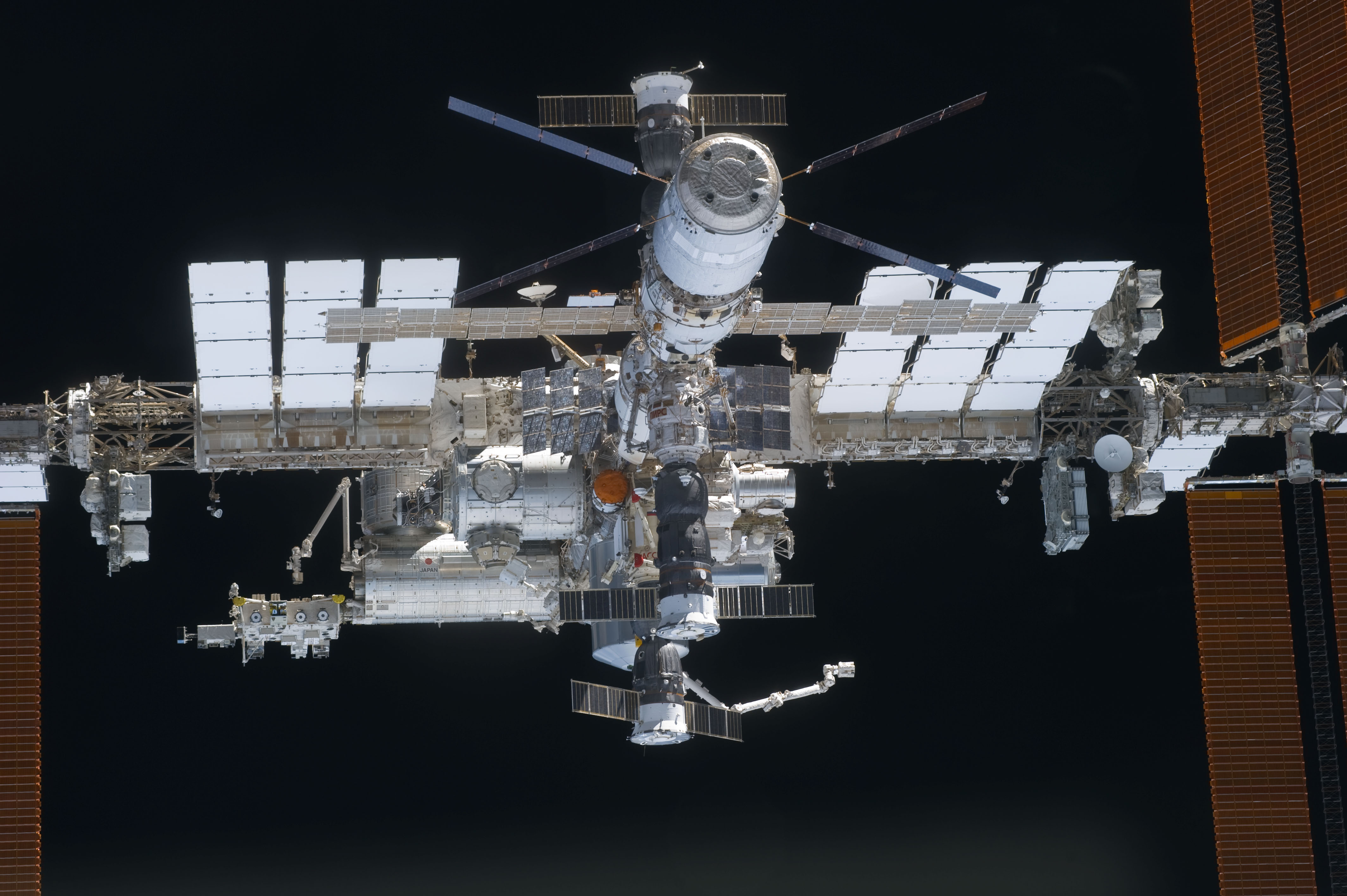
Johannes Kepler ATV az ISS közelebbi felén
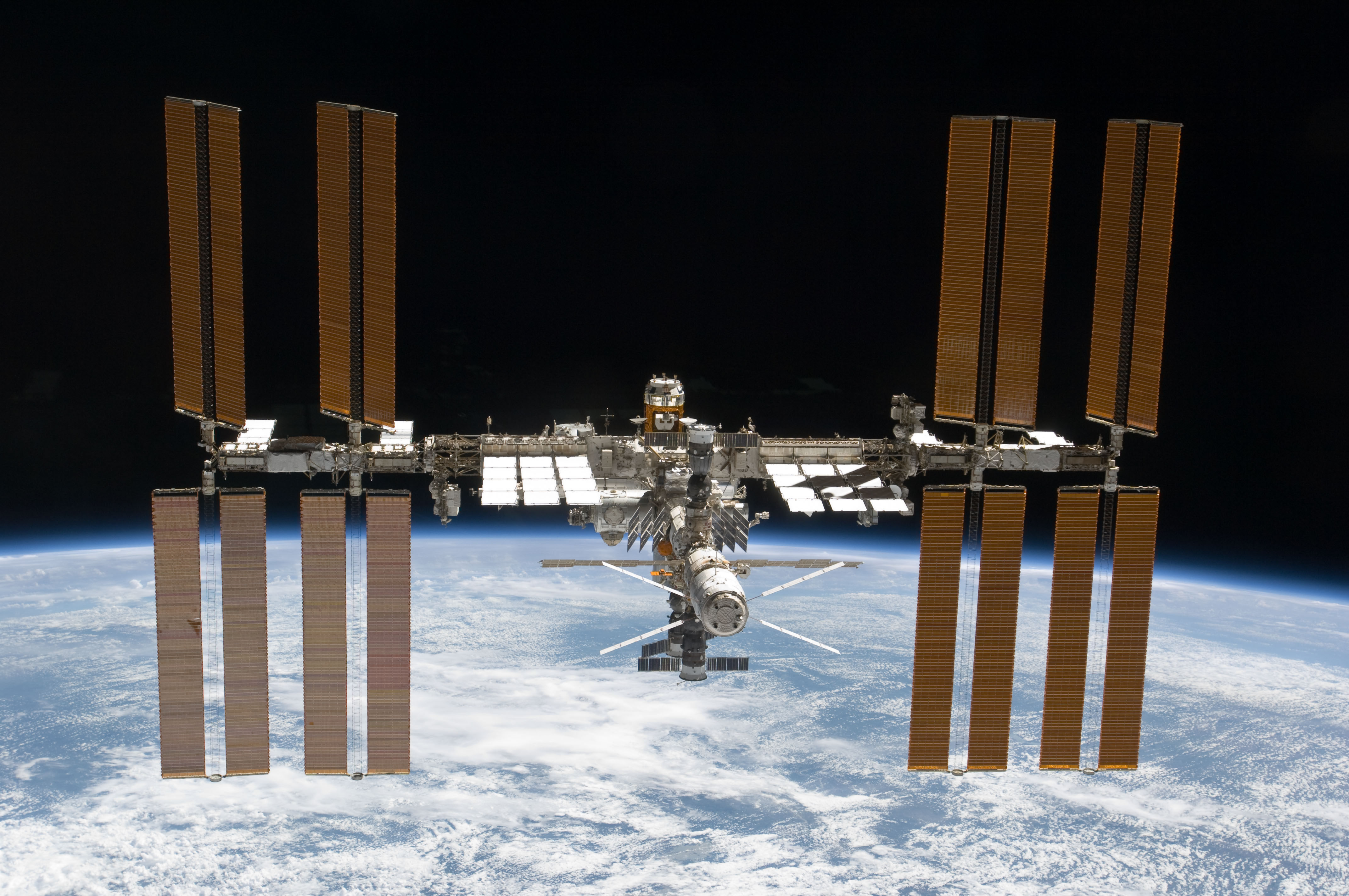
A Nemzetközi űrállomás, középen az európai ATV-vel. A távozó Discoveryről fényképezve.